# 뉴욕 지하철 6호선

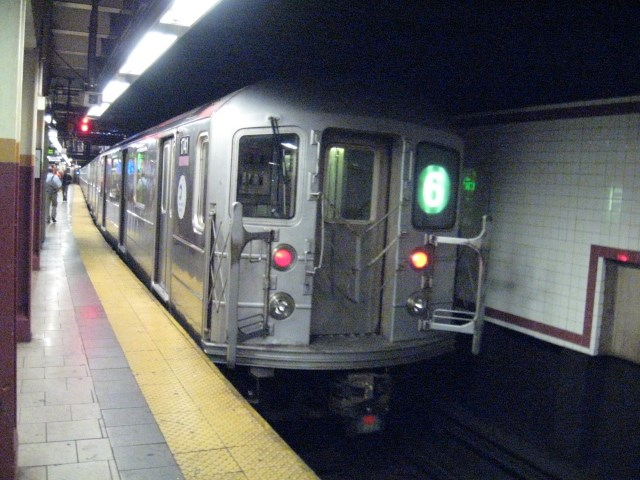
뉴욕 지하철 6호선

노선도

6호선 완행

6호선 주중 급행

뉴욕 지하철 6호선은 뉴욕 지하철의 서비스 경로이다. 색상은 초록색으로, IRT 렉싱턴 애비뉴 선 (Lexington Avenue Line)을 각역 정차로 운행한다. 펠럼 베이 파크 (브롱크스)에서 브루클린 브릿지-시티 홀 (맨해튼)까지 이어지며, 주중 출근 및 퇴근 시간에 한정하여 파크체스터 역까지 급행 서비스가 제공된다.